# Barnard 86
Barnard 86 (nazywana też plamą atramentu, ang. ink spot) – ciemna mgławica w gwiazdozbiorze Strzelca. Odkrył ją w 1905 astronom Edward Barnard.
Barnard 86 leży blisko gromady otwartej NGC 6520. Oba obiekty znajdują się w tej samej odległości od Słońca, szacowanej na około 1950 parseków, najprawdopodobniej również mają wspólne pochodzenie. Przypuszcza się, że mgławica jest pozostałością po procesach gwiazdotwórczych zakończonych około 150 mln lat temu.